# Games for Change

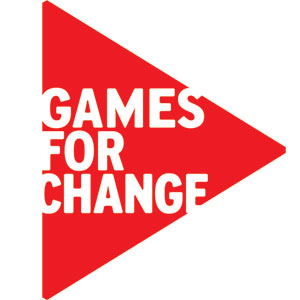
New logo - 06/19/11

Games for Change (Em inglês, "Jogos pela Mudança", também conhecido como G4C) é um movimento e uma Organização Não Governamental internacional dedicada à utilização de jogos eletrônicos para o desenvolvimento social. 
O objetivo da organização é promover a educação, a diversidade cultural e a inovação em diversas áreas do conhecimento, entre elas osdireitos humanos, saúde, meio ambiente e infância.

## Histórico
O movimento Games for Change nasceu durante a conferência Serious Issues, Serious Games ("Problemas sérios, jogos sérios"), realizada na Academia de Ciências de Nova York em 8 de junho de 2004. 
A ONG foi fundada ainda em 2004, e passou a promover um festival anual de jogos eletrônicos com impacto social. Também criou o prêmio Games for Change, oferecido às melhores iniciativas no setor.
Em 2011, passou a atuar também na América Latina. Um grupo de pesquisa da Cidade do Conhecimento da Universidade de São Paulo adotou a iniciativa, em parceria com a Fundação Volkswagen e a AMD Foundation, entre outras entidades. Tem representações também na Austrália, Europa e Coreia do Sul.
A primeira edição brasileira do festival aconteceu em dezembro de 2011, integrado à exposição interativa Game On, no Museu da Imagem e do Som de São Paulo. Em 2012, o festival fez parte do simpósio SBGames.